# コカ・コーラ プラス
コカ・コーラ　プラスは、2017年3月27日に発売された、特定保健用食品の認可を取得したカロリーゼロのコカ・コーラである。2009年にも同名の製品が出ていた。(詳細は後述)

## 概要
日本市場をターゲットにした製品。難消化性デキストリン(食物繊維)を製品1本(470ml)当たり5g配合し、食事から摂取した脂肪の吸収を抑え、食後の血中中性脂肪の上昇をおだやかにする特定保健用食品である。

## 過去の同名製品
2009年1月にコカ・コーラ プラスが発売された。前年に発売されていた「ノーカロリー コカ・コーラプラスビタミン」を改名・リニューアルしたものである。
「プラス」の由来は、ビタミンCがプラスされているのが手にとって分かることから。派生商品として、2009年6月に「コカ・コーラプラスカテキン」が、10月に「コカ・コーラプラスファイバー」が発売されたが、翌年には販売終了した。

## 製品ラインナップ

### 現行製品（2020年5月現在）
- コカ・コーラ プラス(特定保健用食品)
  - 470mlPET

### 過去に販売されていた製品
- コカ・コーラ プラス（2009年）
  - 350ml缶
  - 500mlPET（コンツァー/グリップ）
  - 1500mlPET

- コカ・コーラ プラスカテキン（2009年）
  - 500mlPET（コンツァー）

- コカ・コーラ プラスファイバー（2009年）
  - 500mlPET（コンツァー）